# The Cox Family

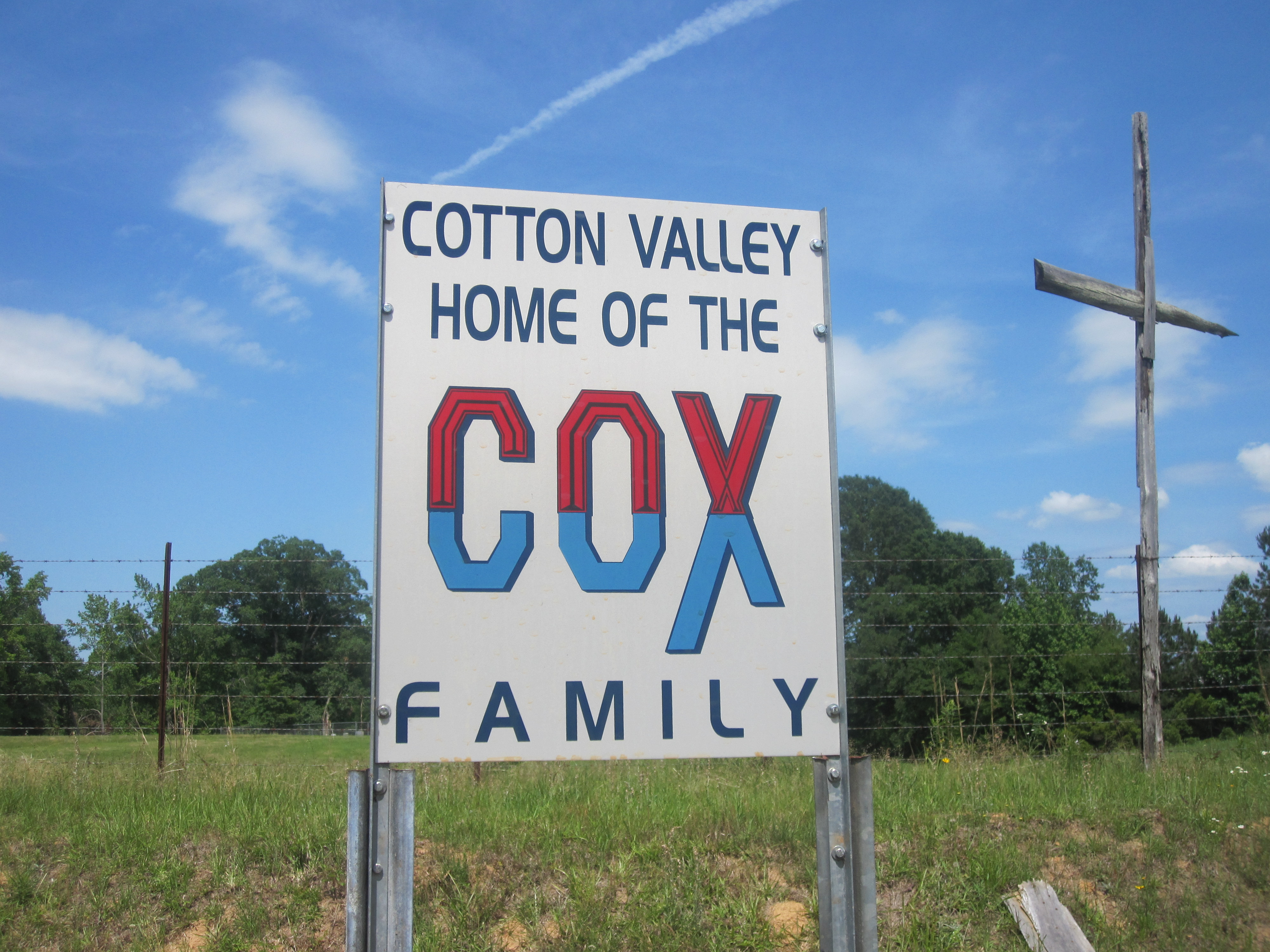
Schild von Cotton Valley

The Cox Family ist eine US-amerikanische Bluegrass-Familienband aus Cotton Valley im Nordwesten von Louisiana. Der typische Sound der Gruppe entsteht aus einer Mischung aus Country, Bluegrass und Gospel.

## Mitglieder
- Evelyn Cox (* 20. Juni 1959) – Gitarre, Gesang
- Lynn Cox (* 11. Oktober 1960) – Bass, Gesang
- Sidney Cox (* 21. Juli 1965) – Banjo, Dobro, Gitarre, Gesang
- Suzanne Cox (* 5. Juni 1967) – Mandoline, Gesang
- Willard Cox (* 9. Juni 1937) – Fiddle, Gesang
- Greg Underwood – Bass, Gesang

## Geschichte
Die Familie begann 1976 mit regelmäßigen Auftritten auf Festveranstaltungen (auf Beyond the City ist aber schon eine Aufnahme von einem Auftritt von 1974 zu hören). Ihre Karriere erhielt starken Auftrieb, als sie Mitte der 1990er Jahre Alison Krauss trafen, die Rounder Records auf sie aufmerksam machte. Einem größeren Publikum wurde sie bekannt, als Adam Duritz, Sänger der mit Platin ausgezeichneten Counting Crows sie zu hören bekam und so beeindruckt war, dass er sie bat, als Vorgruppe bei ihrer Nordamerika-Tournee aufzutreten.
Alison Krauss, die bis auf das erste alle Alben der Familie produziert hat, nahm selbst einige von Sidneys Songs auf, zum Beispiel den Titelsong ihres Albums I've Got That Old Feeling.
Die Cox-Familie spielte nach ihrem Debüt auf Wilcox Records zwei eigene Alben auf Rounder Records ein: Everybody's Reaching Out for Someone (1993) und Beyond the City (1995), das ihnen eine Grammy-Nominierung für das Beste Bluegrass-Album einbrachte. Das Album I Know Who Holds Tomorrow, das 1997 den Grammy für Bestes Country/Gospel/Bluegrass-Album gewann, nahmen sie gemeinsam mit Alison Krauss auf. Einen weiteren Grammy teilen sie sich mit den anderen Musikern der Kompilation Amazing Grace: A Country Salute to Gospel. 1996 gingen sie zu Asylum Records, die zur Warner Music Group gehören.
Nachdem sie im Juli 2000 zwei Stücke zum Film O Brother, Where Art Thou? der Coen Brothers beigetragen hatten, erlitten sie einen schweren Schicksalsschlag durch einen Autounfall, bei dem Willard Cox und seine Frau Marie schwer verletzt wurden.

## Diskografie
- Quiet Storm (Wilcox Records)
- Everybody's Reaching Out For Someone (Rounder, 1993)
- I Know Who Holds Tomorrow (Rounder, 1994)
- Beyond the City (Rounder, 1995)
- Just When We're Thinking It's Over (Asylum, 1996)